# Litsea gracilis
Litsea gracilis är en lagerväxtart som beskrevs av James Sykes Gamble. Litsea gracilis ingår i släktet Litsea och familjen lagerväxter. Inga underarter finns listade i Catalogue of Life.